# Muhammad Kanaán
Muhammad Kanaán (hebrejsky: מוחמד כנעאן, Muhamad Kana'an, arabsky: محمّد كنعان) je izraelský politik a bývalý poslanec Knesetu za strany Sjednocená arabská kandidátka a Arabská národní strana.

## Biografie
Narodil se 17. října 1955 ve městě Tamra. Vystudoval v bakalářském programu na Ben Gurionově univerzitě v Negevu. Na Hebrejské univerzitě získal certifikát v rámci Schwartzova programu. Na téže škole studuje management komunitních center. Pracoval jako středoškolský učitel. Hovoří arabsky a anglicky. Patří do komunity izraelských Arabů.

## Politická dráha
Působil v letech 1980–1988 jako místostarosta města Tamra. V 80. letech byl předsedou vedení komunitního centra v tomto městě. Působil jako generální tajemník Arabské demokratické strany, jež byla jednou ze složek střechové platformy Sjednocená arabská kandidátka.
V izraelském parlamentu zasedl po volbách v roce 1999, v nichž kandidoval za stranu Sjednocená arabská kandidátka. Byl pak členem výboru pro záležitosti vnitra a životního prostředí, výboru pro jmenování islámských soudců, výboru pro vzdělávání a kulturu, výboru pro vědu a technologie a výboru pro status žen. Předsedal podvýboru pro všeobecné plány pro arabský sektor. Během funkčního období vystoupil z mateřské strany a spolu s kolegou Taufíqem Chatíbem založil vlastní politickou formaci nazvanou Arabská národní strana.
Voleb v roce 2003 se Arabská národní strana neúčastnila.